# Próby (grupa poetycka)
Próby – poznańska grupa poetycka, istniejąca w latach 1964–1968. Członków grupy nazywano również „lingwistami poznańskimi”, bowiem ich twórczość sytuowała się w nurcie poezji lingwistycznej. Zapowiedzieli także nadejście Nowej Fali w polskiej literaturze.
Do grupy należeli Stanisław Barańczak, Ryszard Krynicki (główni reprezentanci), Marek Kośmider, Wojciech Jamroziak, Anna Maciejewska i Ruta Zylberberg. Grupa nie posiadała własnego programu, chociaż za taki można uznać wypowiedzi Barańczaka i Krynickiego (na łamach czasopisma „Itd”, nr 51/52 z 1966 roku), którzy kładli nacisk na „przeciwstawianie się fetyszyzowaniu tzw. poezji samorodnej, talentowi natchnienia”. Ich twórczość charakteryzowała się „nieufnością poznawczą wobec rzeczywistości, języka i własnych doznań”.
Członkowie grupy współpracowali z Teatrem Ósmego Dnia, Kołem Naukowym Polonistów Uniwersytetu Adama Mickiewicza, czasopismem „Nurt” oraz ze studenckim klubem „Od Nowa”. W 1966 roku opublikowali almanach Imiona powinności.